# Фляйсснерова, Кристина
Кристина Фляйсснерова (чеш. Kristýna Fleissnerová; род. 18 августа 1992[…], Прага) — чешская гребчиха, выступающая за сборную Чехии по академической гребле с 2010 года. Чемпионка Европы, победительница и призёрка первенств национального значения, участница летних Олимпийских игр в Рио-де-Жанейро.

## Биография
Кристина Фляйсснерова родилась 18 августа 1992 года в Праге. Проходила подготовку в столичном гребном клубе «Богемианс».
Впервые заявила о себе в академической гребле на международном уровне в сезоне 2010 года, когда вошла в состав чешской национальной сборной и выступила на юниорском мировом первенстве в Рачице, где в зачёте парных четвёрок закрыла десятку сильнейших. Благодаря череде удачных выступлений удостоилась права защищать честь страны на юношеских Олимпийских играх в Сингапуре — здесь в программе одиночек стала девятой.
В 2015 году в парных двойках заняла девятое место на чемпионате Европы в Познани и 12-е место на чемпионате мира в Эгбелете.
В 2016 году в той же дисциплине взяла бронзу на чемпионате Европы в Бранденбурге, победила на Европейской и финальной олимпийской квалификационной регате FISA в Люцерне — тем самым прошла отбор на летние Олимпийские игры в Рио-де-Жанейро. Вместе с напарницей Ленкой Антошовой в парных двойках сумела квалифицироваться лишь в утешительный финал В и расположилась в итоговом протоколе соревнований на десятой строке.
После Олимпиады в Рио Фляйсснерова осталась действующей спортсменкой на ещё один олимпийский цикл и продолжила принимать участие в крупнейших международных регатах. Так, в 2017 году в парных двойках она одержала победу на домашнем чемпионате Европы в Рачице, была седьмой на чемпионате мира в Сарасоте.
В 2018 году показала пятый результат на чемпионате Европы в Глазго и седьмой результат на чемпионате мира в Пловдиве.
В 2019 году в парных двойках заняла восьмое место на чемпионате мира в Оттенсхайме.
В 2020 году финишировала четвёртой на чемпионате Европы в Познани.